# 奈良高家
奈良 高家（なら たかいえ）は、鎌倉時代初期の武将。

## 経歴
横山党の一族で幡羅郡奈良（現埼玉県熊谷市）を本拠とした。高長の代で奈良氏を称した。『吾妻鏡』によると、源頼朝の上洛に従い、承久の乱では宇治川の戦いに参陣した。熊谷市上奈良には父の高長の開基と伝わる妙音寺がある。